# Bawdy House Riots
Bawdy House Riots eller Messenger Riots var ett antal kravaller som ägde rum i London under påskveckan i mars 1668. Under flera dagar attackerades och förstördes bordeller och dess anställda attackerades av unga män som var upprörde över den nya lagen mot religiösa dissidenter, som förbjöd privata gudstjänster samtidigt som myndigheterna tolererade bordellernas verksamhet. Det var den mest berömda och största av de många mobbattackerna mot bordeller under 1600-talet. Den gav upphov till den berömda pamfletten "The Poor-Whores Petition"